# Daniel Gillmor
Pour les articles homonymes, voir Gillmor.
Daniel Gillmor (1849-1918) est un marchand et un homme politique canadien du Nouveau-Brunswick.

## Biographie
Daniel Gillmor naît le 1er juillet 1849 à Saint-George, au Nouveau-Brunswick.
Il se présente aux élections fédérales de 1904 dans la circonscription de Charlotte mais est battu par le député sortant, Gilbert White Ganong. À l'instar de son père, Arthur Hill Gillmor, il est ensuite nommé sénateur libéral sur avis de Wilfrid Laurier le 15 janvier 1907 et le reste jusqu'à sa mort, le 22 février 1918.